# Civitella Alfedena
Civitella Alfedena – miejscowość i gmina we Włoszech, w regionie Abruzja, w prowincji L’Aquila.
Według danych na rok 2004 gminę zamieszkiwało 280 osób, 9,7 os./km².